# Tramwaje w Nabierieżnych Czełnach
Tramwaje w Nabierieżnych Czełnach − system komunikacji tramwajowej działający w rosyjskim mieście Nabierieżnyje Czełny. 

## Historia
Tramwaje w Nabierieżnych Czełnych uruchomiono 20 listopada 1973 na trasie z dworca kolejowego do strefy przemysłowej – do odlewni. W następnych latach przedłużono linię do Nowego miasta, a od lat 80. XX wieku rozbudowywano ją w obrębie całego miasta. W latach 90. przerwano rozbudowę sieci z powodu kryzysu po rozpadzie ZSRR. Do 2015 planowane jest jednak dokończenie budowy trasy skracającej czas przejazdu pomiędzy nowym miastem a dworcem kolejowym w Prospekcie Mira. Na terenie miasta można odnaleźć ślady dwóch niedokończonych tras tramwajowych. 
Obecnie w Nabierieżnych Czełnach czynnych jest 11 linii: 1, 2, 3, 4, 5, 6, 7, 8, 12, 14, 15, które obsługuje jedna zajezdnia tramwajowa.

## Tabor
W Nabierieżnych Czełnach dominują tramwaje KTM-5. Najnowsze tramwaje to wagony KTM-19 z lat 2006–2008, powstały 4 sztuki. Łącznie w mieście jest 138 tramwajów:
| typ      | sztuk |
| -------- | ----- |
| KTM-5    | 118   |
| KTM-5A   | 10    |
| KTM-8KM  | 6     |
| KTM-19KT | 3     |
| KTM-19A  | 1     |

Tabor techniczny składa się z 16 wagonów. 